# Triodopsis discoidea
Triodopsis discoidea är en snäckart som först beskrevs av Henry Augustus Pilsbry 1904.  Triodopsis discoidea ingår i släktet Triodopsis och familjen Polygyridae. Inga underarter finns listade i Catalogue of Life.